# Дируји
Дируји (енгл. Les Dirouilles; џерз. Les Dithouïl'yes) су хридови из групе Каналских острва. Административно су део крунског поседа Џерзи.